# WhatPulse
WhatPulse is een freeware-computerprogramma dat statistieken bijhoudt over het aantal toetsaanslagen en muisklikken, alsmede up- en downloadvolumes. De gegevens worden 'gepulst' (verzonden) naar de WhatPulse-server. De pulses worden vervolgens als statistieken op het profiel van de gebruiker weergegeven. WhatPulse biedt ook uitgebreide diensten aan betalende gebruikers waardoor ze iets meer kunnen doen met hun statistieken.

## Teams
Het is voor de gebruikers van WhatPulse ook mogelijk een team aan te maken, om dan met een aantal gebruikers binnen het team bovenaan de lijst te komen. Vele sites en fora doen hier aan mee, om hun gebruikers en bezoekers in één team op WhatPulse te laten strijden voor de top. Overigens worden de teams ook gebruikt om onderling als groepje vrienden tegen elkaar te strijden, of als groepje vrienden aan de top te komen.

## Functies
De nieuwste versie van WhatPulse biedt de volgende mogelijkheden en functies:
- Het tellen van het aantal toetsaanslagen (keys) en het aantal keren dat er geklikt wordt (clicks)
- Het bijhouden van hoelang een computer aanstaat (uptime)
- Het tellen van de hoeveelheid gedownloade en geüploade informatie
- Het maken van grafische weergaven van statistieken
- Automatisch pulsen
- Uitgebreide "geek"-informatie